# Дорожный чек

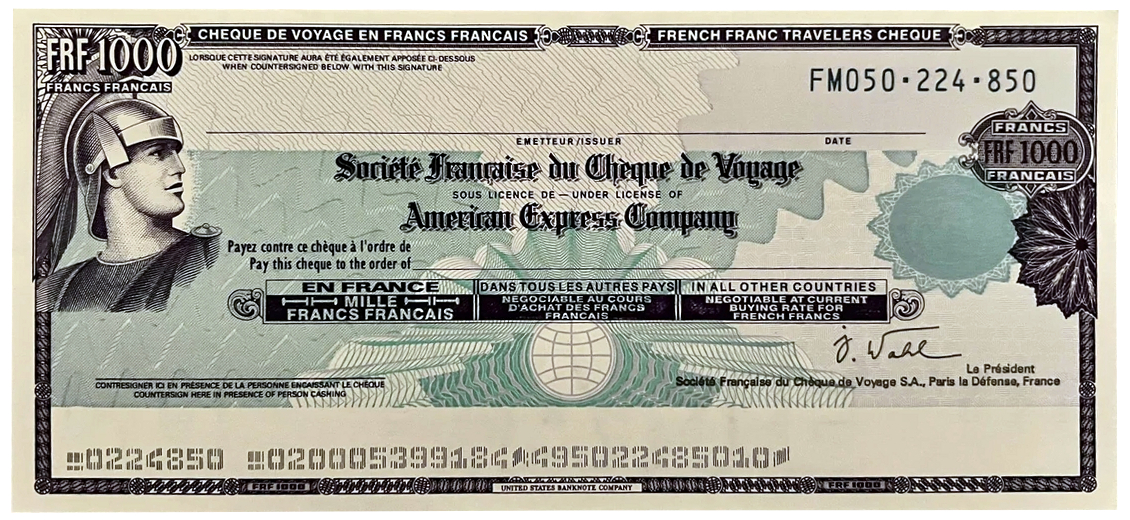
Дорожный чек American Express

Дорожный чек (англ. traveler's cheque) — платёжный документ, представляющий собой денежное обязательство эмитента выплатить обозначенную в чеке сумму владельцу — конкретному физическому лицу, образец подписи которого поставлен на чек в момент продажи. Чтобы воспользоваться чеком, его владелец должен обязательно в присутствии кассира или операциониста поставить свою подпись на чеке ещё раз. Эмитентами чеков являются коммерческие банки, кредитные и финансовые институты, туристические компании.

## Использование термина «дорожный чек»
На практике термин «дорожный чек» (traveler’s cheque) в основном применяется к продуктам, которые выпускаются и обеспечиваются международными финансовыми корпорациями, имеют хождение в большинстве стран мира и не зависят от конкретных банков и банковских систем отдельных государств. Такие чеки можно приобрести в одном уполномоченном банке, а обменять на наличные в другом, в том числе в другой стране мира. Для аналогичных локальных финансовых продуктов могут использоваться другие названия (например, «расчетный чек Сбербанка России»: до 1 августа 2008 года его можно было купить и обменять на наличные только в отделениях Сбербанка).
В данной статье под термином «дорожные чеки» подразумеваются в первую очередь дорожные чеки, выпускаемые международными финансовыми корпорациями.
Чеки называются «дорожными» в силу сложившейся традиции. Они были изобретены для защиты денег в путешествиях: отправляясь в опасную поездку, путешественник мог взять с собой не деньги, а именную бумагу, которая поручала выдать её предъявителю ту или иную сумму. Сегодня чеками пользуются для защиты денег в различных ситуациях, когда использовать наличные по тем или иным причинам опасно (например, если есть риск лишиться их в результате кражи, потери или повреждения).

## Эмитенты дорожных чеков
В России в течение примерно 20 лет продавались только дорожные чеки American Express, но с 1 августа 2013 года компания American Express прекратила продажи дорожных чеков на территории СНГ.
Обменять дорожные чеки на наличные по-прежнему возможно в ряде банков на территории Российской Федерации.

## История
Дорожные чеки были впервые выданы 1 января 1772 года London Credit Exchange Company для использования в 90 европейских городах, а в 1874 году компания Thomas Cook & Son стала выдавать клиентам циркулярные записки (англ. Cook’s Circular Note), которые действовали так же, как дорожные чеки.
В 1891 году American Express разработала крупную систему международных дорожных чеков, чтобы заменить традиционные аккредитивы. На сегодня компания по-прежнему остаётся крупнейшим по объёму эмитентом дорожных чеков. Внедрение American Express дорожных чеков традиционно приписывается сотруднику Марселлусу Флемингу Берри, после того как у президента компании Джеймса Фарго возникли проблемы в небольших европейских городах с получением средств с помощью аккредитива.
В период между 1850-ми и 1990-ми годами дорожные чеки стали одним из основных способов, с помощью которых люди брали деньги в отпуск для использования в зарубежных странах без риска, связанного с перевозкой больших сумм наличных денег.

### Дорожные чеки в СССР
Некоторым советским специалистам, во избежание кражи личных денег, для поездок за границу, выдавались дорожные чеки. Выпускались номиналы 5, 10, 20, 50 и 100 рублей. До 1967 года чеки выпускались Государственным банком СССР, после — Банком для внешней торговли. Существовали чеки в рублях и в английских фунтах. На некоторые чеки ставились надпечатки отделений банка. Банк для Внешней торговли выпускал как чеки для внутреннего, так и для внешнего использования. На тех чеках, которые использовались внутри СССР, ставилась надпись «Оплачивается только на территории СССР». Подобные чеки продавались за границей за валюту.

## Процедура покупки дорожных чеков
Дорожные чеки продаются в банках и других финансовых институтах, которые сотрудничают с эмитентом чеков.
Покупая дорожные чеки, необходимо сразу на каждом из них поставить свою подпись.
В России (правопреемник СССР) дорожные чеки действуют.

## Использование дорожных чеков
Чтобы воспользоваться дорожными чеками в России, необходимо обратиться в уполномоченный банк и обменять чек на наличные. Использовать дорожные чеки международных финансовых корпораций в качестве способа оплаты товаров или услуг запрещено ввиду того, что такие дорожные чеки номинированы в иностранной валюте (см. Ст. 9 Федерального закона Российской Федерации от 10 декабря 2003 г. N 173-ФЗ О валютном регулировании и валютном контроле). Исключение составляют магазины беспошлинной торговли (duty-free).
За рубежом, в том числе в ряде стран Европы, Америки, Азии, а также в Австралии дорожные чеки отдельных эмитентов принимаются к оплате подобно наличным в магазинах, ресторанах, гостиницах и т. д. При этом сдача выдается наличными в местной валюте.
Чтобы воспользоваться дорожным чеком, необходимо в присутствии кассира или операциониста поставить на чеке свою подпись ещё раз. Подпись должна быть достаточно похожа на образец, проставленный в момент покупки. Банк или другая организация, принимающая чек, имеет право потребовать удостоверение личности или попросить поставить подпись ещё раз.
Комиссионный сбор может составлять от 0 до 5 % от суммы или от номинала каждого чека. Однако American Express заявляет о том, что располагает более чем 100 тыс. точек, которые обменивают дорожные чеки American Express без комиссии на местную наличную валюту.

## Возмещение дорожных чеков
Одним из главных декларируемых преимуществ дорожных чеков является то, что в случае кражи, потери или повреждения чеки можно восстановить в полном объёме, даже находясь в другой стране мира.